# Parque Aquático Maria Lenk

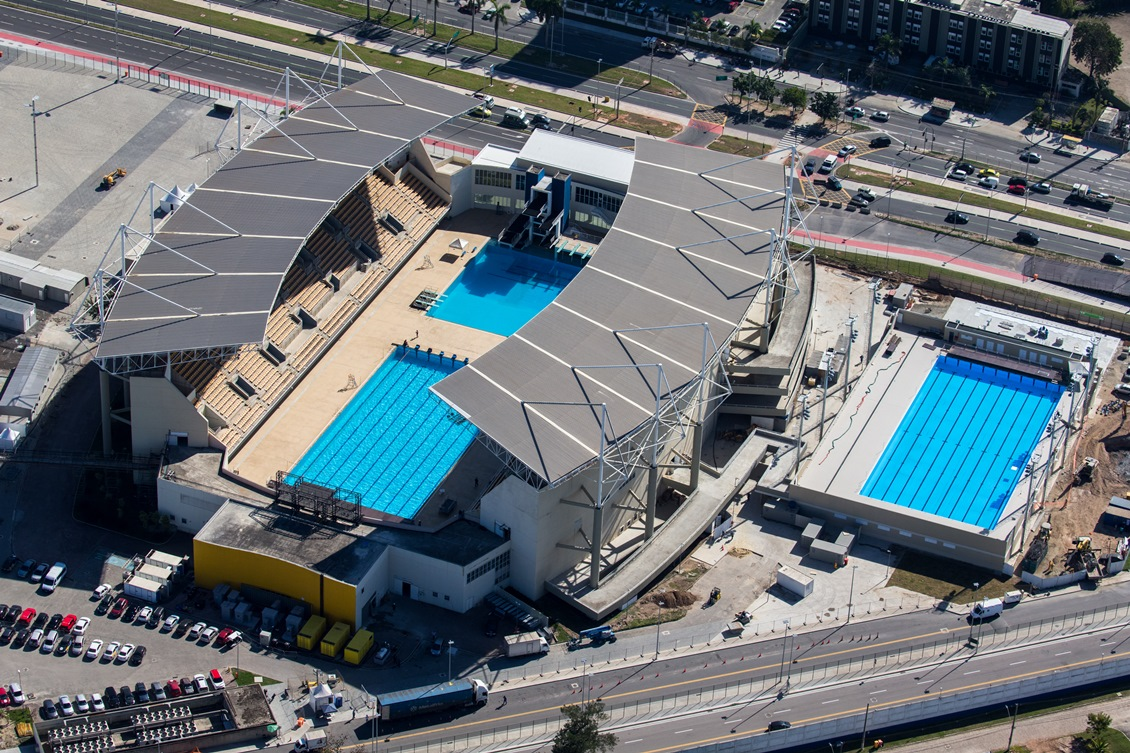
Vista aérea do parque aquático

O Parque Aquático Maria Lenk integra o Complexo Esportivo Cidade dos Esportes, na Barra Olímpica, parte dos investimentos da prefeitura do Rio de Janeiro para receber as competições de natação, nado sincronizado e saltos ornamentais dos Jogos Pan-americanos de 2007. O nome do parque aquático é uma homenagem à nadadora brasileira Maria Lenk, falecida pouco menos de três meses antes de sua inauguração. Nos Jogos Olímpicos de Verão de 2016, além de nado sincronizado e saltos ornamentais foi sede do polo aquático.
O Parque Aquático, projetado de acordo com os parâmetros e especificações estabelecidos da Federação Internacional de Natação (FINA), é parcialmente coberto e composto por uma piscina olímpica, uma piscina de aquecimento e um tanque para saltos ornamentais.
O complexo tem capacidade para receber aproximadamente oito mil pessoas. A área de construção é de 42 mil metros quadrados. As instalações esportivas também foram projetadas de acordo com as especificações exigidas para a realização dos Jogos Parapan-americanos de 2007, bem como ambientes e equipamentos preparados para receber portadores de necessidades especiais.
Passou a ser, a partir de março de 2008, a ser administrada pelo Comitê Olímpico Brasileiro, que a partir de 2009 passou a executar projetos de treinamentos para atletas olímpicos e paraolímpicos, técnicos e árbitros, além de cursos, congressos, workshops, academia de ginástica e escolinhas de natação, pólo aquático, saltos ornamentais e nado sincronizado. Em 2011 inaugurou o Centro de Treinamento Time Brasil, com uma academia de musculação, um laboratório, e uma sala de treinamento de esporte de combate, desenhada pela arquiteta e ex-judo Daniela Polzin. Em 2018, o COB mudou seus escritórios para o parque aquático para cortar gastos, enquanto planejava adicionar quadras de vôlei de praia na área para oferecer mais esportes. A partir de 2017, se tornou sede do Troféu Brasil de Natação. Em 2022, enquanto o COB se mudava para uma nova sede, também renovou sua concessão do Parque Aquático Maria Lenk até 2048, e planejava um estande de tiro com arco. Em 2023,  529 atletas, 156 comissões técnicas atendidas e 33 Confederações foram atendidas no Centro de Treinamento, que incluía uma sala para treinar ginástica e uso da piscina para canoagem slalom.